# Motorradanhänger

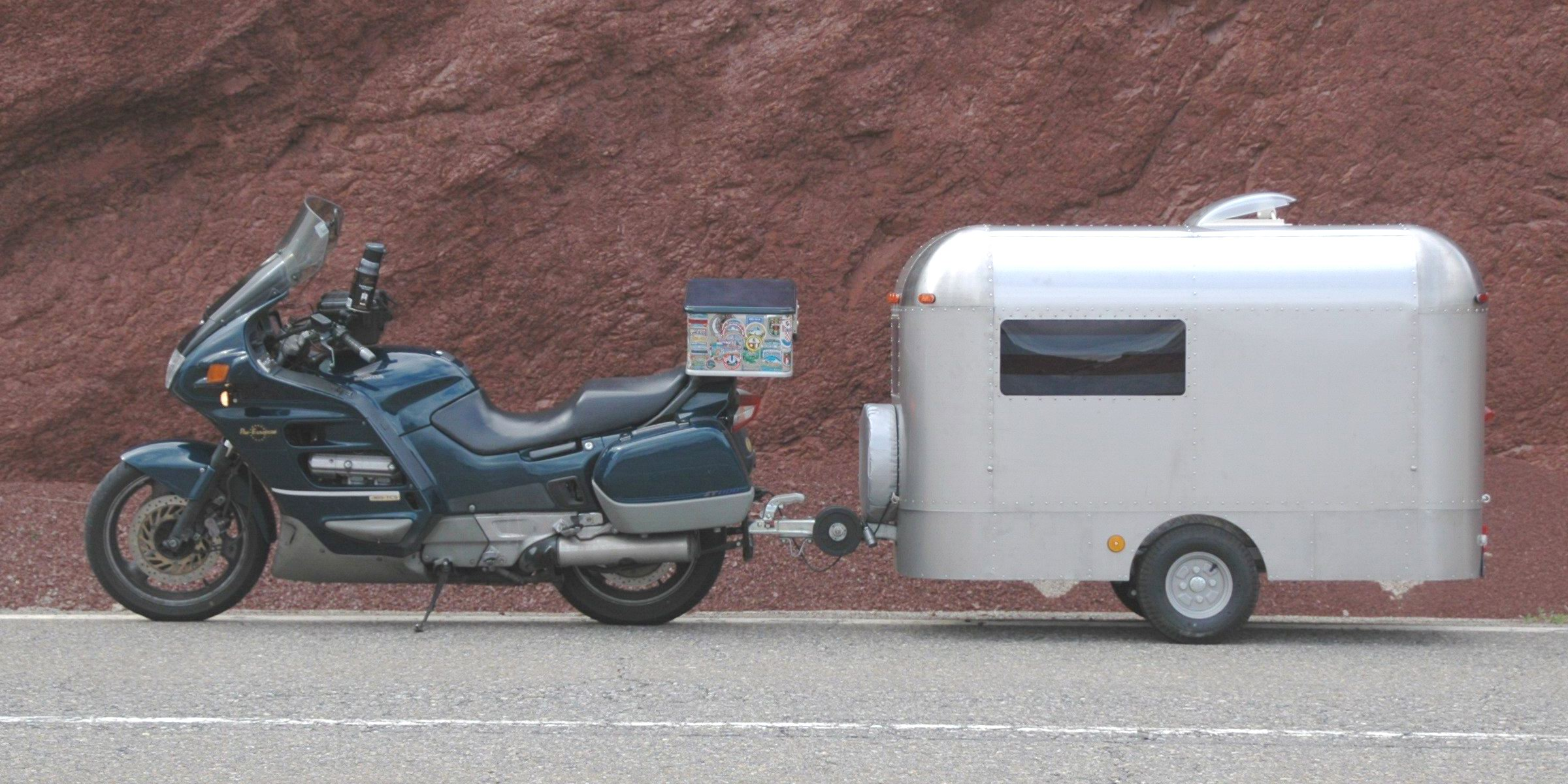
Motorrad mit zulassungsfreiem Anhänger

Ein Motorradanhänger ist ein Anhänger, der von einem Motorrad gezogen wird.
„Anhänger hinter Krafträdern“ unterliegen in Deutschland besonderen zulassungs-, versicherungs- und verkehrsrechtlichen Regelungen, die sich von denen für PKW-Anhänger unterscheiden. Es gibt diese Anhänger in vielen unterschiedlichen Bauformen. Nur sehr wenige Motorräder sind mit einer Anhängerkupplung nachgerüstet, und verglichen mit Autoanhängern ist die Anzahl der Motorradanhänger sehr gering.

## Geschichte und Hintergrund

### Anfänge

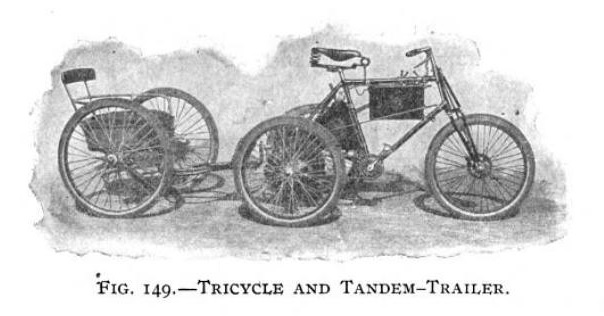
Orient-Tricycle mit Anhänger (ca. 1900)

Bereits in den Anfängen der Motorisierung um 1900 wurden Motorräder auch als Zugmaschinen genutzt, um die begrenzten Transportkapazitäten des Zweirades mit einem Vorsteck- oder Anhängewagen zu erweitern. Für ein Verbindungsgelenk zwischen Motorrad und Anhänger erhielt Jean Trancle-Armand bereits 1896 in den USA ein Patent. In dieser Pionierzeit konkurrierte der Anhänger mit dem Beiwagen, der sich im Bereich der Personenbeförderung als die zweckmäßigere Lösung durchsetzte.
Im Zweiten Weltkrieg wurden ab 1941 Anhänger mit bis zu 350 kg Gesamtgewicht hinter den Wehrmachtsgespannen eingesetzt. Die schweren Zündapp KS 750 und BMW R 75 hatten den sogenannten Einheitsprotzhaken, eine Bolzenkupplung, um mit diesen geländegängigen Maschinen leichte Anhänger wie den Sonderanhänger 1 oder den Infanteriekarren If.8 sowie leichte Geschütze ziehen zu können.
In der DDR wurde seit 1957 mit dem Campi für 420 Mark der passende Anhänger zu den Rollern Berlin, Troll und Wiesel angeboten. In Westdeutschland gab es zur gleichen Zeit ähnliche Modelle unter den Namen Campingboy und Camping-chen von Baudisch, Camping Rolly (Schumacher & Co), Flott (Calberlah), Campo (MWF), Trip (Faho) und Elan (Vögtle & Zeller). Der tschechische Hersteller Jawa bot mit den Einspuranhängern vom Typ PAV-40 und PAV-41 in den 1960er Jahren zusätzlichen Gepäckraum an, der Camping und Urlaubsreisen zu zweit auch mit kleineren Motorrädern oder Rollern ermöglichte. Ein Motorrad war für viele Menschen, die sich kein Auto leisten konnten, zu dieser Zeit das Alltagsfahrzeug.

### Gegenwart
In Asien, wo Fahrräder und kleine Motorräder als Transportmittel große Bedeutung haben, sind Anhänger zum Lasten- und Personentransport weit verbreitet. In Europa und Amerika, wo das Motorrad in erster Linie ein Freizeit- und Urlaubsfahrzeug ist, schaffen Anhänger Motorradfahrern die Möglichkeit, auf Reisen mehr Gepäck mitzunehmen. Hersteller wie Schuring, EZS oder Watsonian bieten neben den Anhängern – bevorzugt für schwere Motorräder wie die Honda Gold Wing und Pan European – auch die notwendigen Anhängerkupplungen an.
In den Vereinigten Staaten bauen Hersteller wie Tailwind und Bushtec Motorradanhänger; kleine Faltwohnwagen (Pop-up-camper) für ein oder zwei Personen gibt es dort von verschiedenen Anbietern. Außerdem hat der Bau von Teardrop-Anhängern, die von kleineren Autos und Motorrädern gezogen werden, eine lange Tradition.
In Deutschland spielen Motorradanhänger nur eine geringe Rolle im Straßenverkehr. Nach Ansicht von Andreas Schmidt, dem aktuell einzigen deutschen Hersteller, liegt ein wesentlicher Grund für die geringe Verbreitung von Motorradanhängern in Deutschland in der Geschwindigkeitsbeschränkung. Diese individuellen Einzelfertigungen von Anhängern werden nicht nur zum Gepäcktransport, sondern zum Beispiel auch als Werbeträger genutzt.
Die deutsche Straßenverkehrs-Zulassungs-Ordnung beschreibt Maße und Gewichte von Anhängern. Anhänger mit einer Betriebserlaubnis hinter Krafträdern können als zulassungs- und versicherungsfreie Anhänger mit einem Wiederholungskennzeichen gefahren werden.

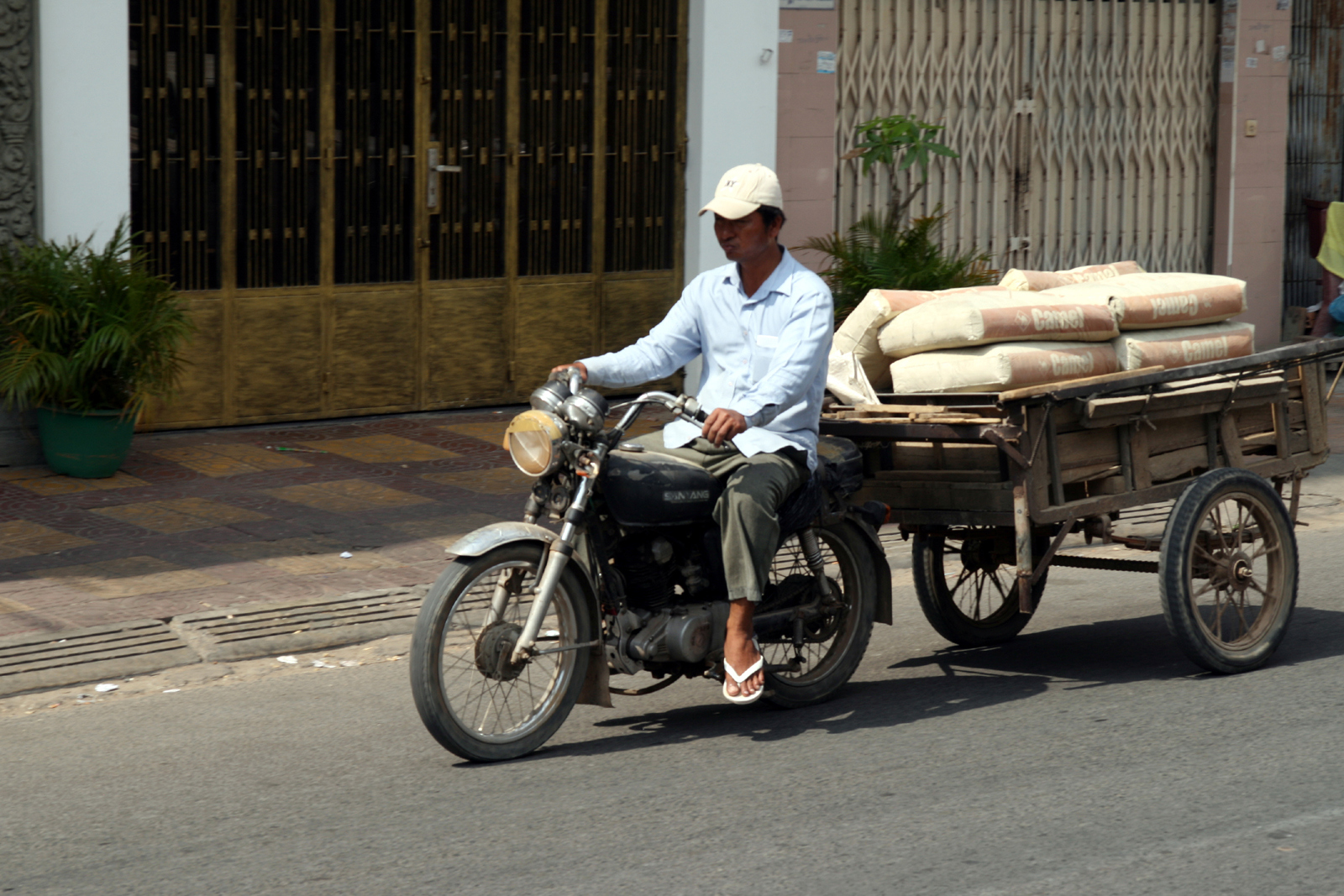
Motorradlastenanhänger in Phnom Penh
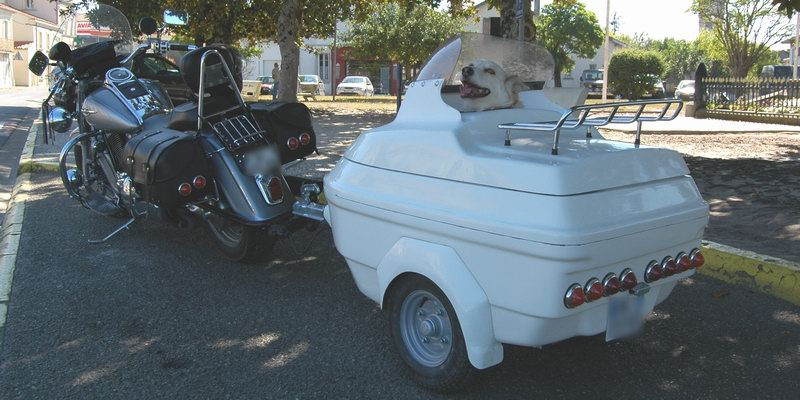
Hundeanhänger in Frankreich
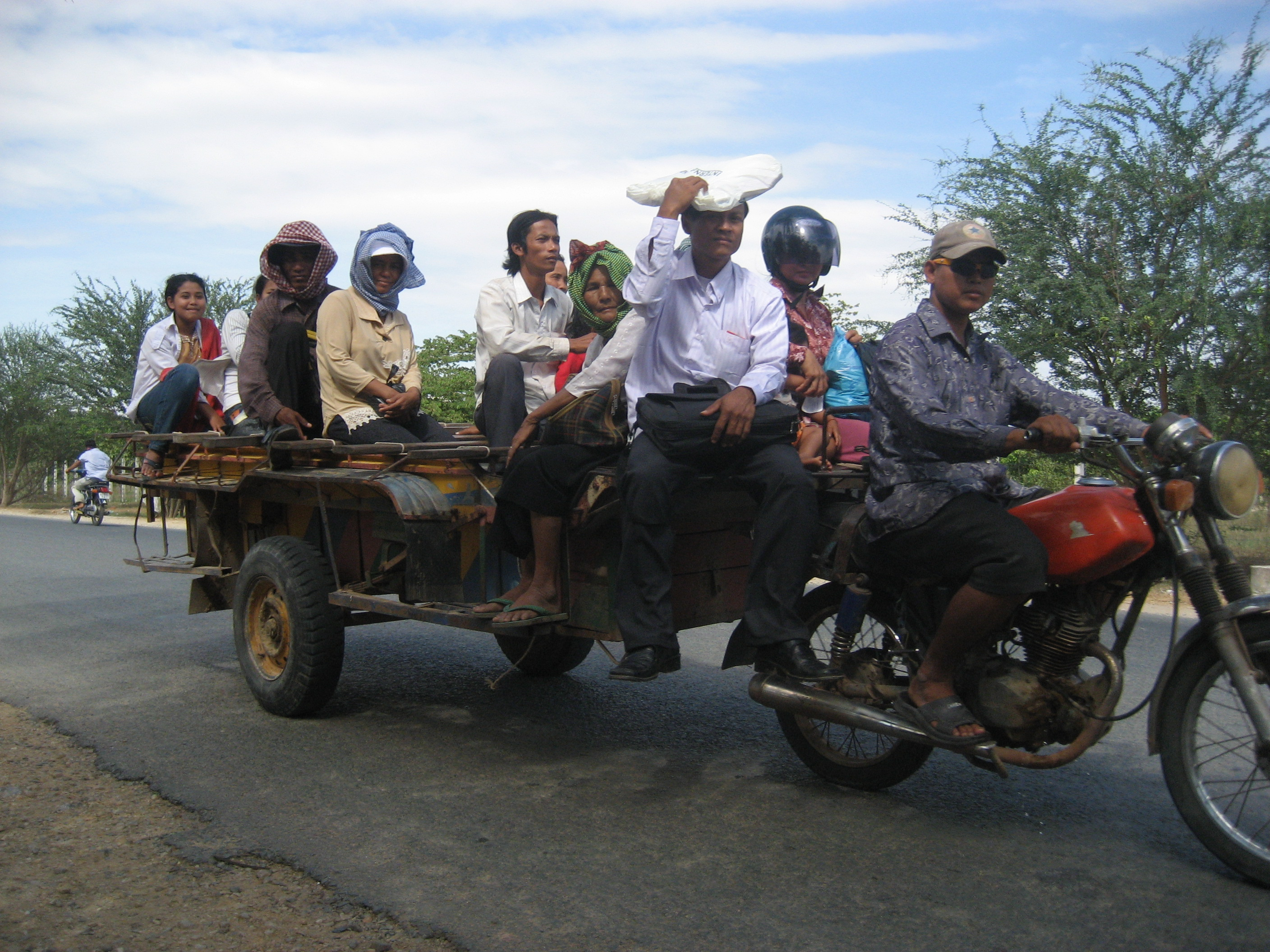
Motorradtaxianhänger in Kambodscha
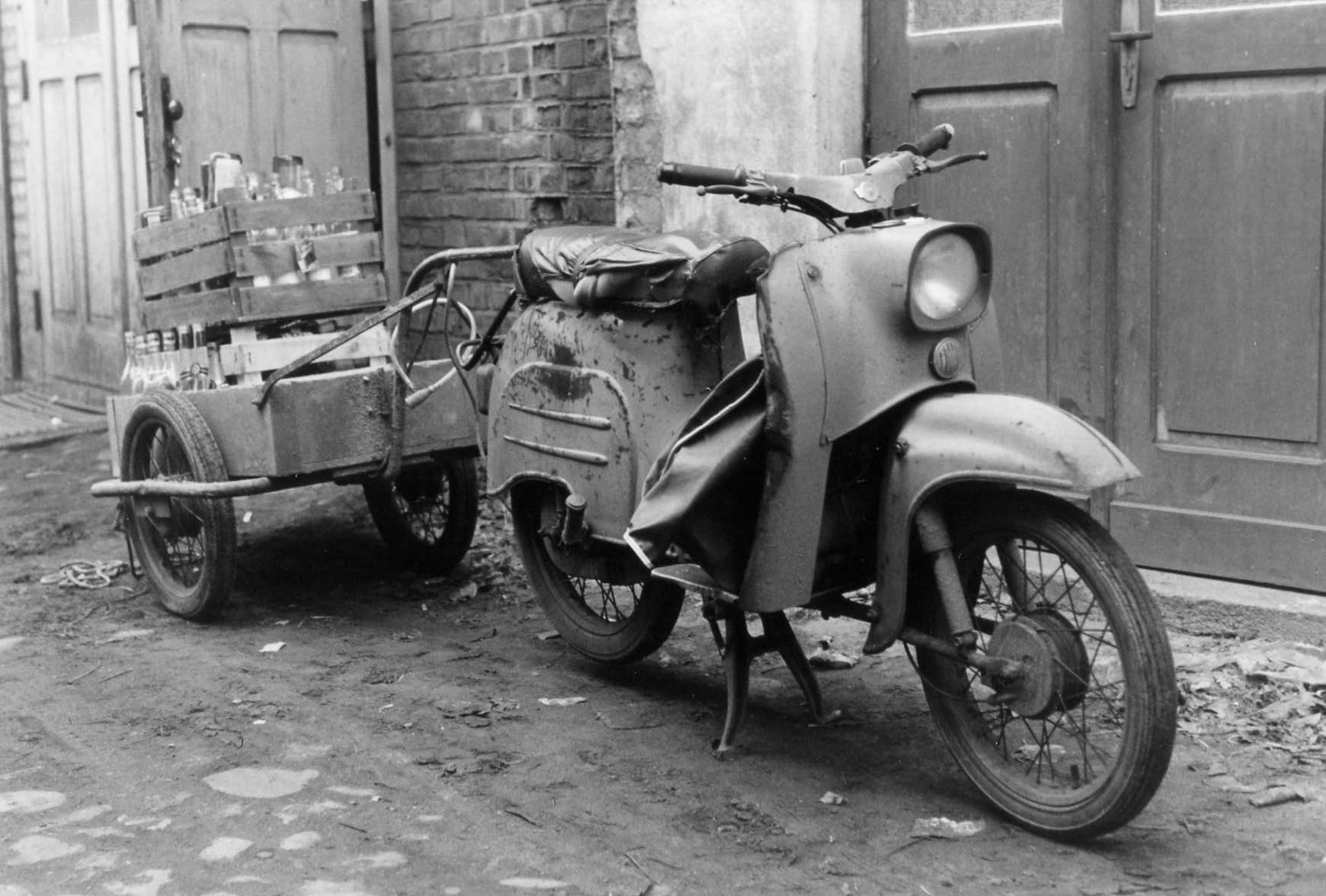
Simson Schwalbe mit Anhänger

## Technischer Aufbau
Motorradanhänger sind mit einer lösbaren Anhängerkupplung mit dem Zugfahrzeug verbunden und haben eine Achse mit ein oder zwei Rädern. Meist ist der Aufbau an einem Rahmen befestigt, aber auch selbsttragende Schalenaufbauten (Monocoques) sind möglich. Verschiedene Aufbauformen wie Plattformen oder Kästen zum Lastentransport werden angeboten. Hydraulische Stoßdämpfer sind nicht vorgeschrieben, können jedoch die Fahrstabilität verbessern. Das Eigengewicht eines Einspuranhängers liegt üblicherweise unter 40 kg, bei Einachsanhängern sind es meist über 55 kg, das zulässige Gesamtgewicht liegt zwischen 80 und 300 kg.

### Einspuranhänger
Motorradanhänger können als Einspuranhänger mit nur einem Rad gebaut werden. Diese legen sich mit dem Motorrad in die Kurve.
Dazu ist eine spezielle Anhängerkupplung mit einem Kreuzgelenk notwendig, das nur eine Auf- und Abbewegung bei unebener Fahrbahn und ein Abknicken senkrecht zur Längsachse bei Kurvenfahrt erlaubt und den Anhänger dabei stets in der gleichen Schräglage wie das Zweirad hält. Diese Bauform ist nur bei leichten Anhängern anzutreffen, da je nach Position des Anhängerrades bis zur Hälfte des Gesamtgewichtes auf dem Heck des Motorrades lastet.
Die Federung wird bei einem Einspuranhänger meist als ein- oder zweiarmige Schwinge mit Federbein umgesetzt, wie vom Hinterrad eines Motorrades bekannt. Die Räder sind vorwiegend Roller- oder Motorradräder.

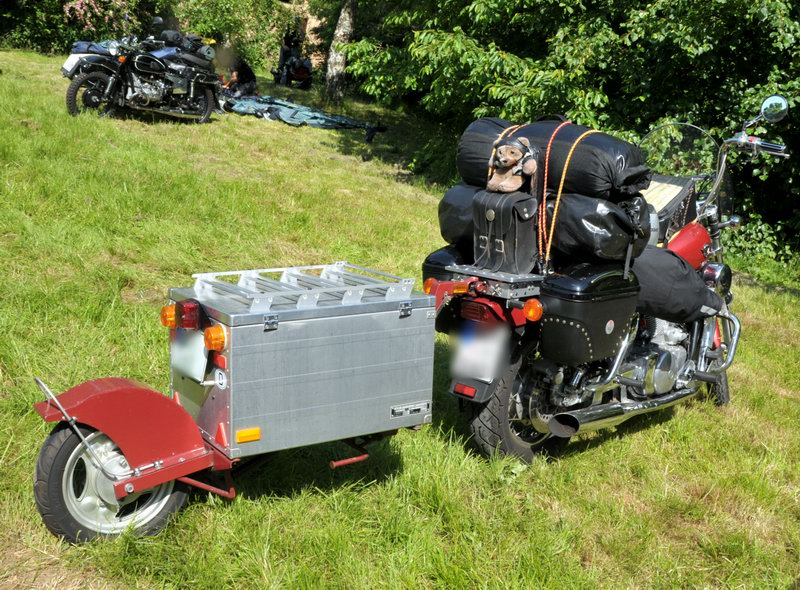
Einspuranhänger
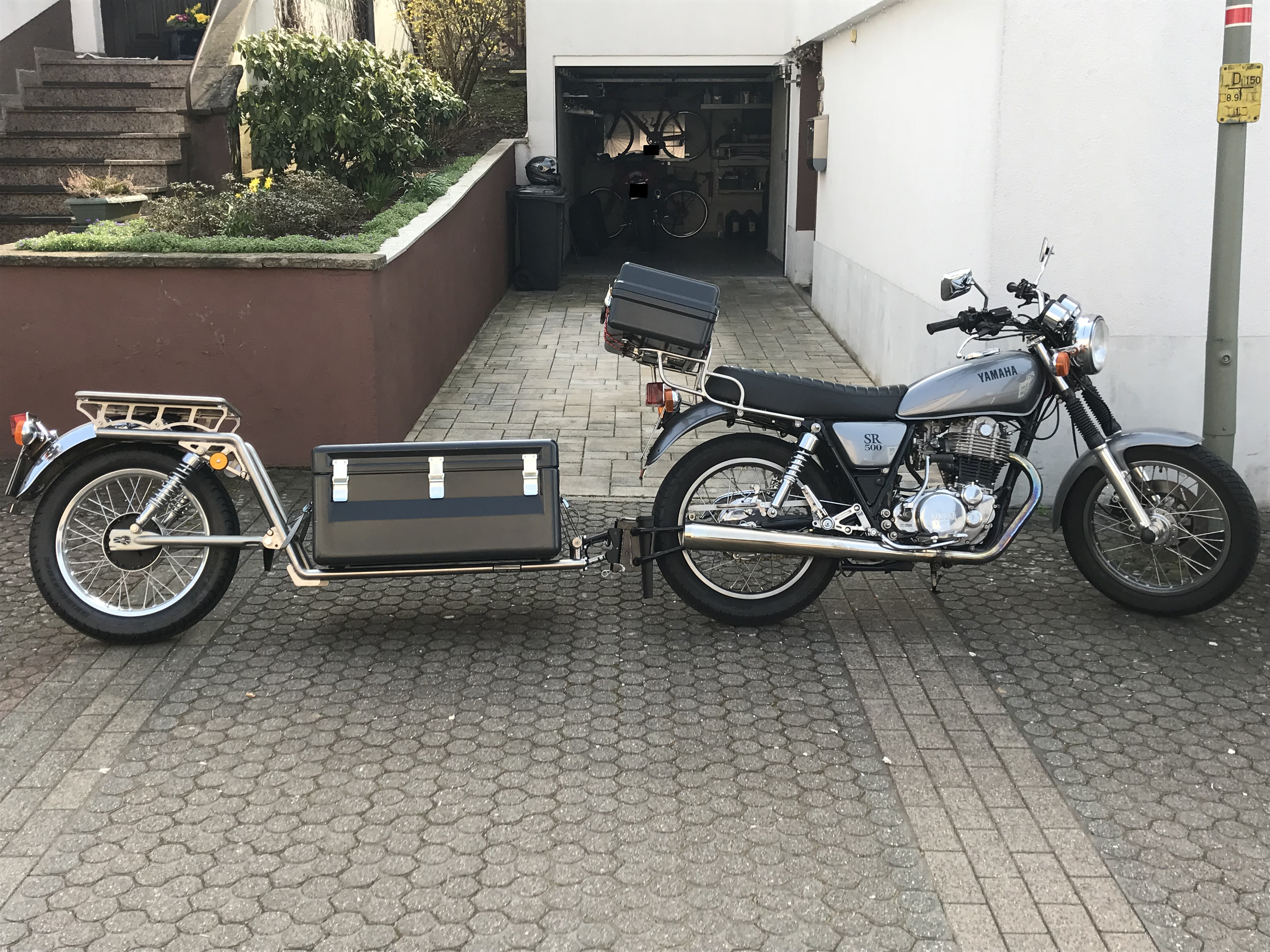
Yamaha SR500 mit Einspuranhänger

### Einachsanhänger

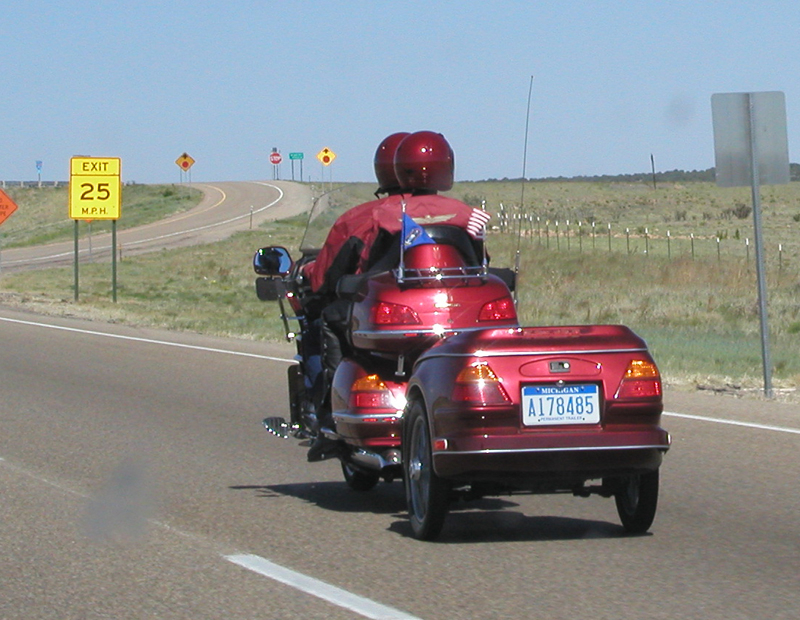
Zweirädriger Anhänger an einer Honda Gold Wing in den USA

Wird der Motorradanhänger konventionell mit einer Achse und zwei Rädern gebaut, bietet eine Kugelkupplung hinter dem Hinterrad die einfachste Verbindung, damit der Anhänger waagerecht bleibt, wenn das Zugfahrzeug sich in die Kurve legt. Als Sonderform wurde in Deutschland ein Sattelauflieger mit einer 50-mm-Kupplungskugel statt eines Beifahrersitzes hinter dem Fahrer des Motorrades zugelassen. Die Räder sind meistens Acht- oder Zehn-Zoll-Standardräder, wie bei kleinen PKW-Anhängern.
In den USA und Kanada werden zweirädrige Anhänger meist mit sehr langen Deichseln, Starrachsen und Blattfedern ausgerüstet, in Europa üblicherweise mit Gummifederachsen. Tailwind bietet in den USA seine patentierte, gefederte und gedämpfte Duoflex-Deichsel an, die Nickbewegungen des Anhängers ausgleicht, sodass die Einflüsse auf das Zugfahrzeug geringer werden. Ein doppelachsiger Anhänger gilt in Deutschland nach dem Gesetz als einachsig, wenn der Abstand der Achsen weniger als 100 cm beträgt.

## Aufbauformen

### Kastenanhänger
Lastenanhänger mit einem offenen oder mit einem Deckel verschließbaren Kastenaufbau aus glasfaserverstärktem Kunststoff, Aluminium- oder Stahlblech sind die häufigste Aufbauform und werden in Europa und Amerika zum Transport von Gepäck oder Haustieren genutzt.

### Plattformanhänger
Offene Plattformanhänger zum Transport von Kisten oder sperrigen Ladegütern sind in weiten Teilen Asiens als Transportmittel im Alltag von Kleinunternehmern unverzichtbar und werden in Europa auch mit einem Rad angeboten.

### Faltwohnwagen
Kleine Faltwohnwagen, wie der Mini Mate oder der Kompact Kamp, die zusätzlich zum Gepäcktransport im Anhängerkasten darüber ein aufklappbares Zelt und Matratzen für ein oder zwei Personen bieten, werden in den USA und Kanada von vielen Anbietern verkauft. In Deutschland werden hinter Gespannen aber auch größere Zeltklapp-Wohnwagen wie zum Beispiel Rhön Universal oder Klappfix gezogen.

### Wohnwagen
Geschlossene Wohnwagen wie der 140 kg leichte Calypso und der Mini-Airstream-Auflieger mit einem Meter Breite, speziell für den Gebrauch hinter Motorrädern mit Schlafplätzen für ein oder zwei Personen, werden in Europa vereinzelt von versierten Tüftlern gebaut und vom TÜV mit einer Betriebserlaubnis versehen. Der schwedische Goldbrand-Wohnwagen ist sogar 125 cm breit.

### Teardrop-Anhänger
Leichte Teardrop-Anhänger aus Sperrholz oder Aluminium zum Ziehen hinter kleinen Autos oder Motorrädern haben in den USA schon seit den 1930er Jahren Tradition und werden von Kleinserienherstellern oder nach Bauplänen im Amateurbau gefertigt. Diese kleinen Schlafwagen (ab 1,3 m × 2,6 m Grundfläche) bieten durch die fehlende Breitenbeschränkung und außenliegende Räder großzügigere Liegeflächen und Kippsicherheit. Sie sind meist mit einer Außenküche unter der Heckklappe des Anhängers ausgestattet.

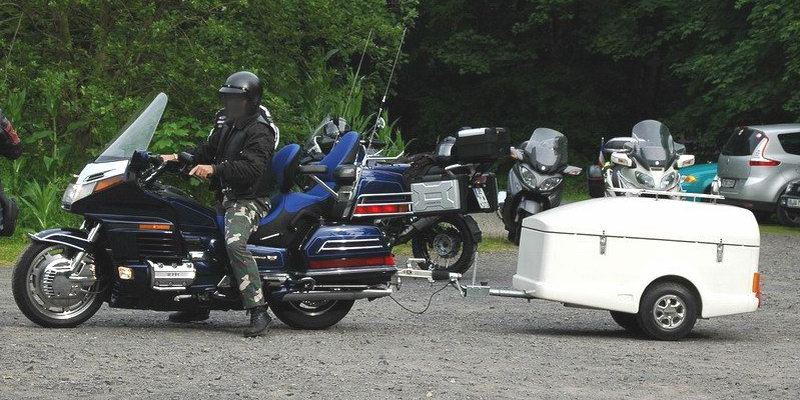
Kastenanhänger
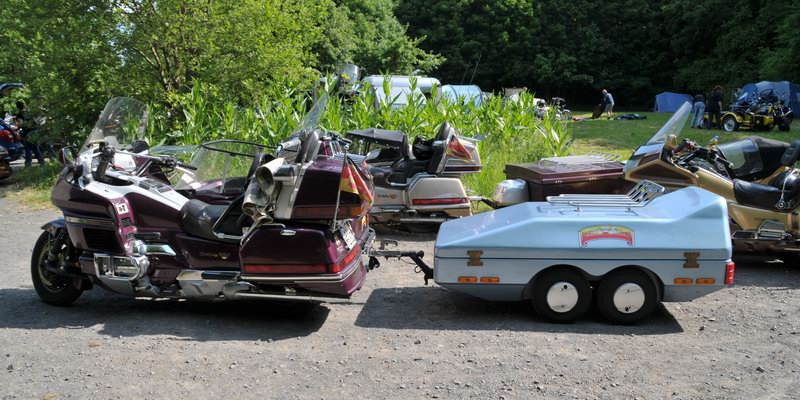
Doppelachser
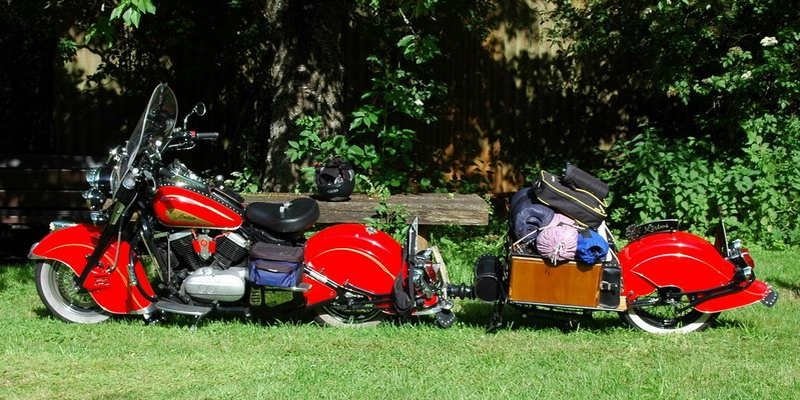
Plattformanhänger
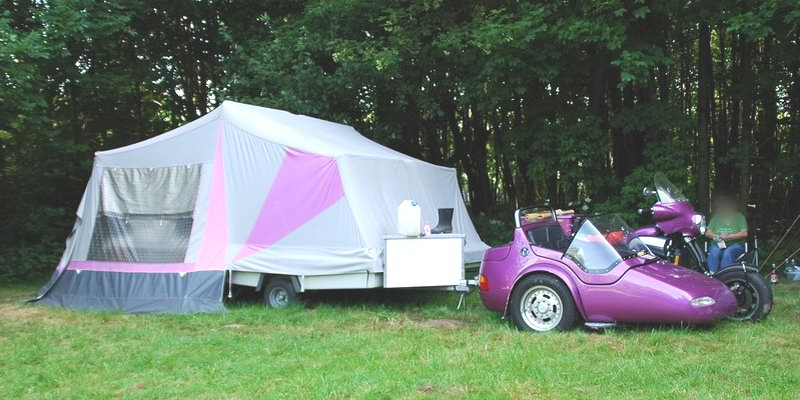
Faltwohnwagen
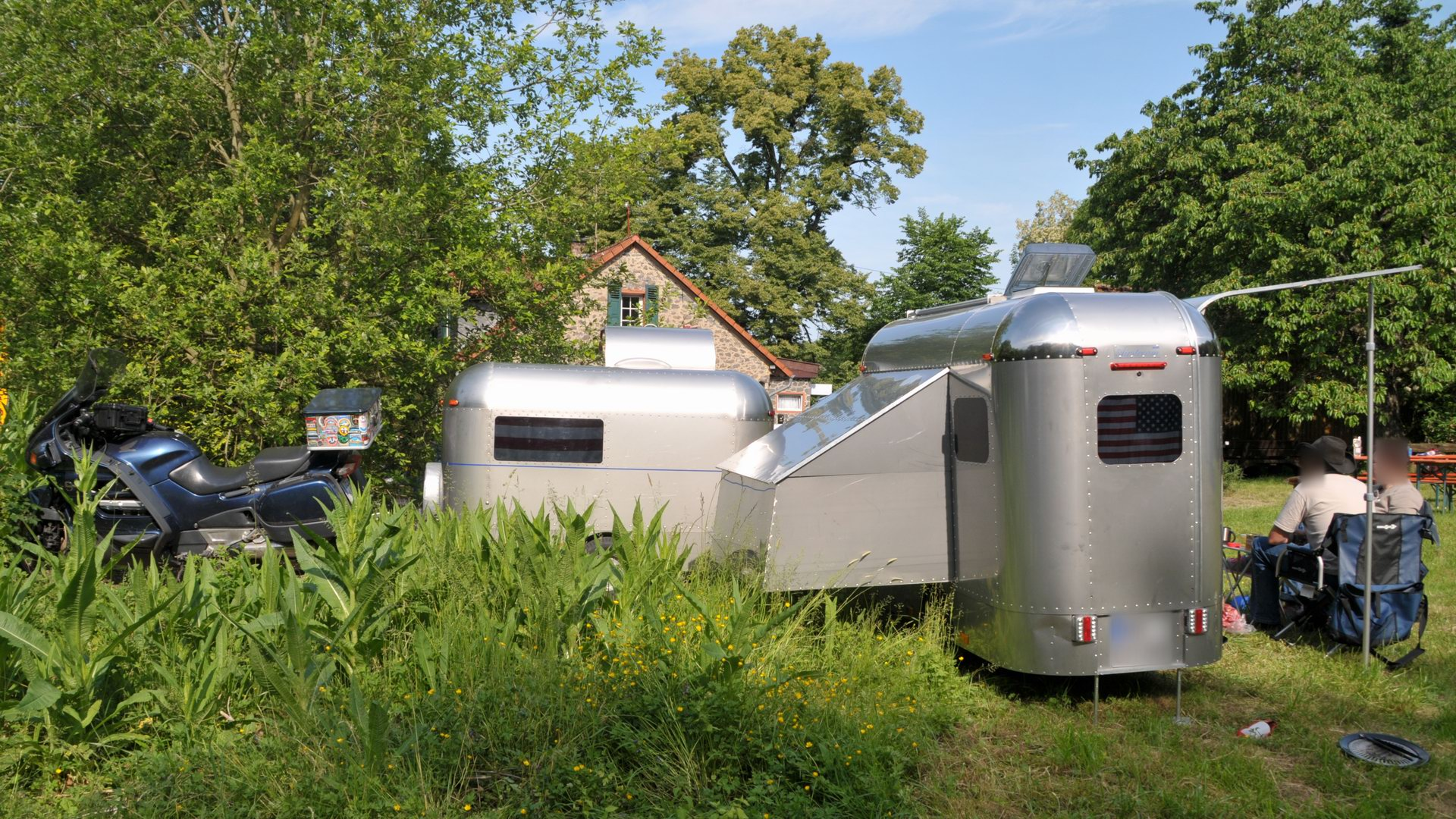
Edelstahl-Wohnwagen
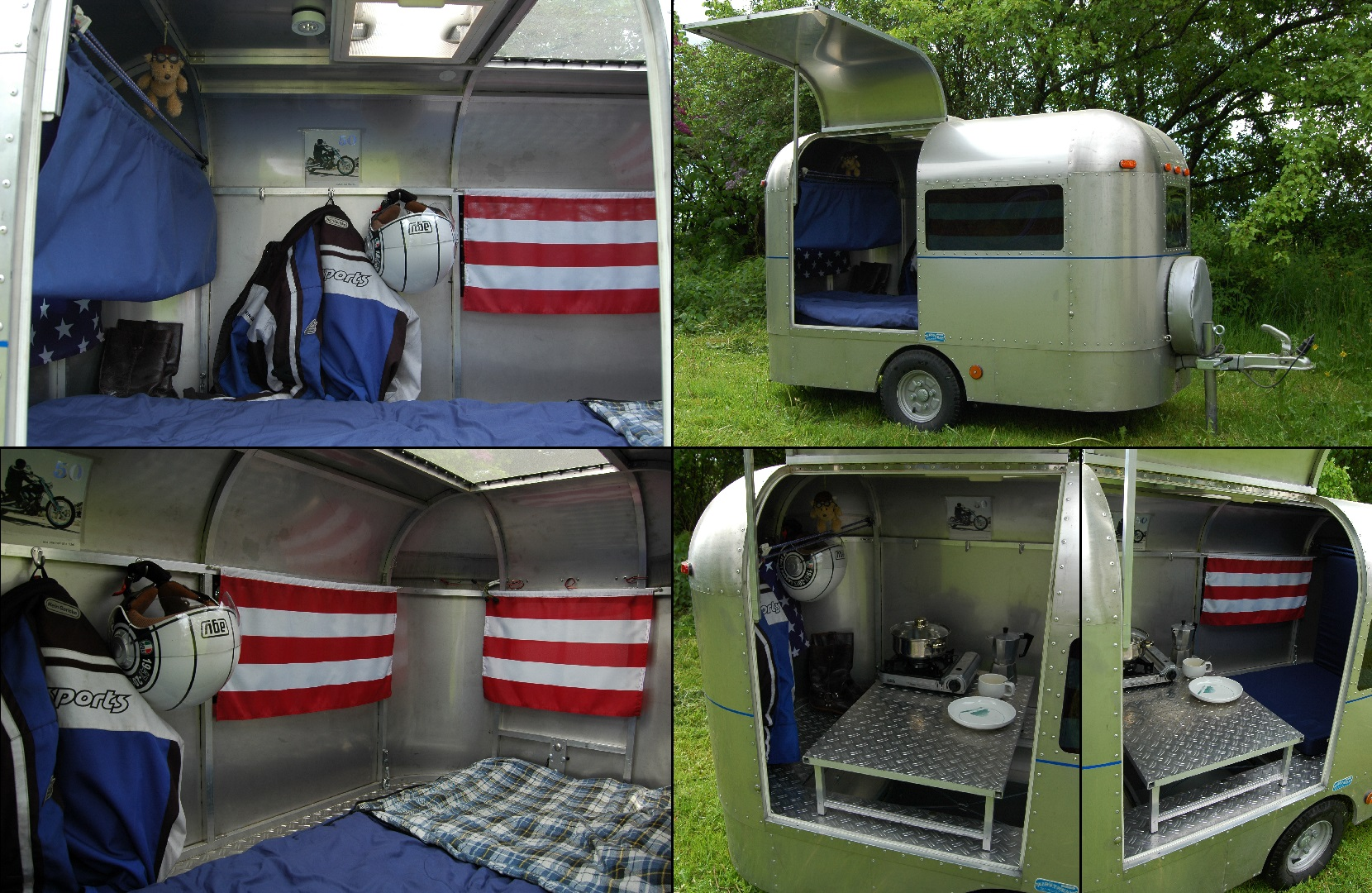
Innenraum Wohnwagen
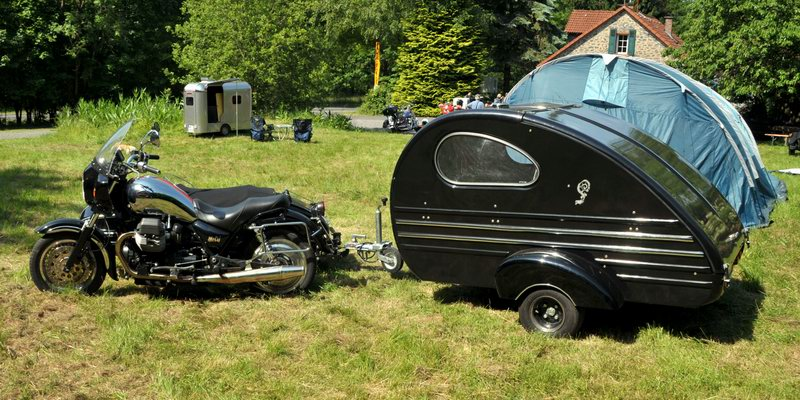
Teardrop-Anhänger

## Kupplungssysteme

### Kugelkopfkupplung

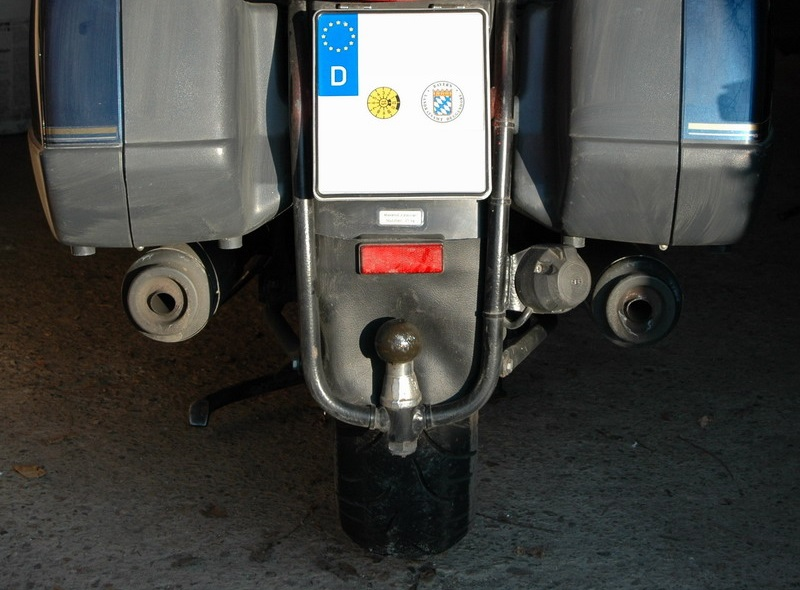
Eingetragene Kugelkopfkupplung an einer deutschen Honda ST 1100

In Europa ist die standardisierte 50-mm-Kugelkopfkupplung mit E-geprüfter Kupplungskugel weit verbreitet. Früher gab es auch eine bauartgenehmigte Kupplung für Krafträder bis 125 cm³ (sog. Hebie M1 Kraftrad-Anhängerkupplung mit der ABG-Nr. H 560). In den USA sind Kugelköpfe mit einem Durchmesser von 1 ¼ Zoll oder 1 ⅞ Zoll üblich, die nicht zu europäischen Zugeinrichtungen passen. Kugelkupplungen lassen eine Drehbewegung von mehr als 50 Grad nach beiden Seiten zu. Für die Honda Goldwing gibt es auch unter dem Koffersystem verdeckt installierte Anhängerkupplungen, bei denen nur die abnehmbare Kupplungskugel sichtbar ist.

### Kreuzgelenkkupplung
Jawa verband seine einrädrigen PAV-Nachläufer mit einem Kreuzgelenk mit der Zugmaschine und der DDR-Rolleranhänger Campi nutzte dieselbe Technik. Der deutsche Hersteller moppedhänger entwickelte diese Kupplung weiter, um den Einradanhänger leichter vom Motorrad trennen zu können und auch schwere Anhänger sicher und abschließbar mit der Zugmaschine zu verbinden.

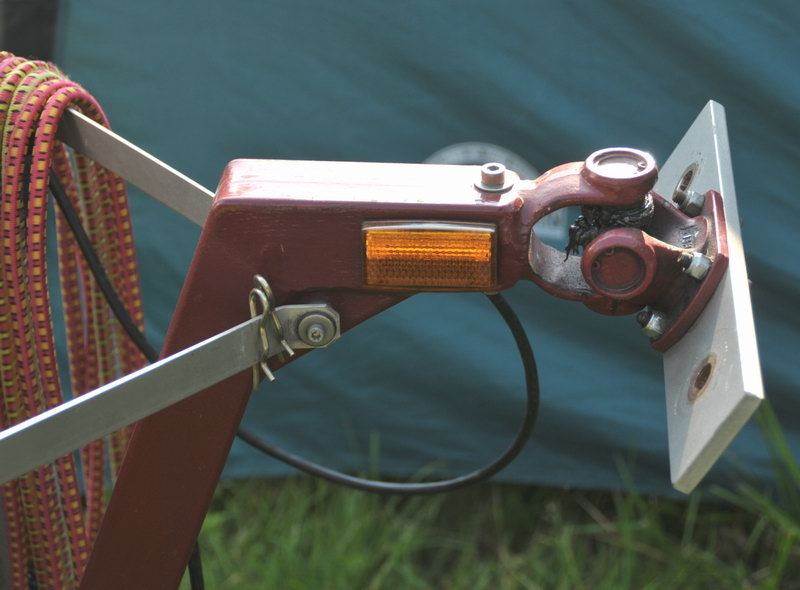
Kreuzgelenkkupplung
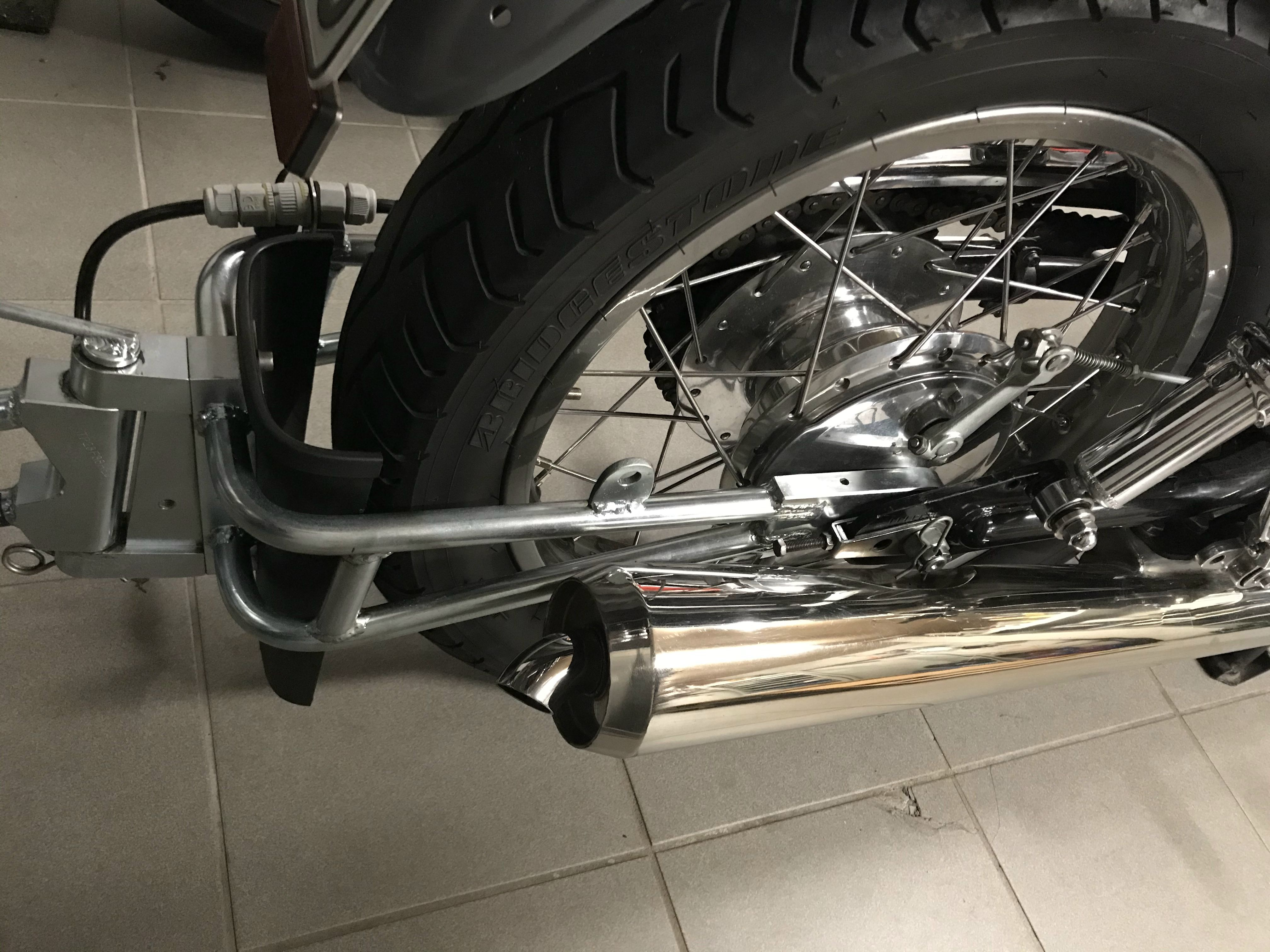
Kreuzgelenkkupplung an einer Yamaha SR500

### Bolzenkupplung
In den Vereinigten Staaten werden alternativ zur Kugel vereinzelt Bolzenkupplungen verwendet, bei denen ein Ring auf der Deichselseite auf einen senkrechten Bolzen am Heck des Motorrades gehängt und mit einer Sicherung oben auf dem Bolzen fixiert wird. Dazu sind zwingend drehbare Deichseln notwendig, die aber auch in Kombination mit Kugelkupplungen eingesetzt werden können, um Beschädigungen der Zugvorrichtung bei Stürzen oder beim Umfallen des Motorrades zu verhindern.

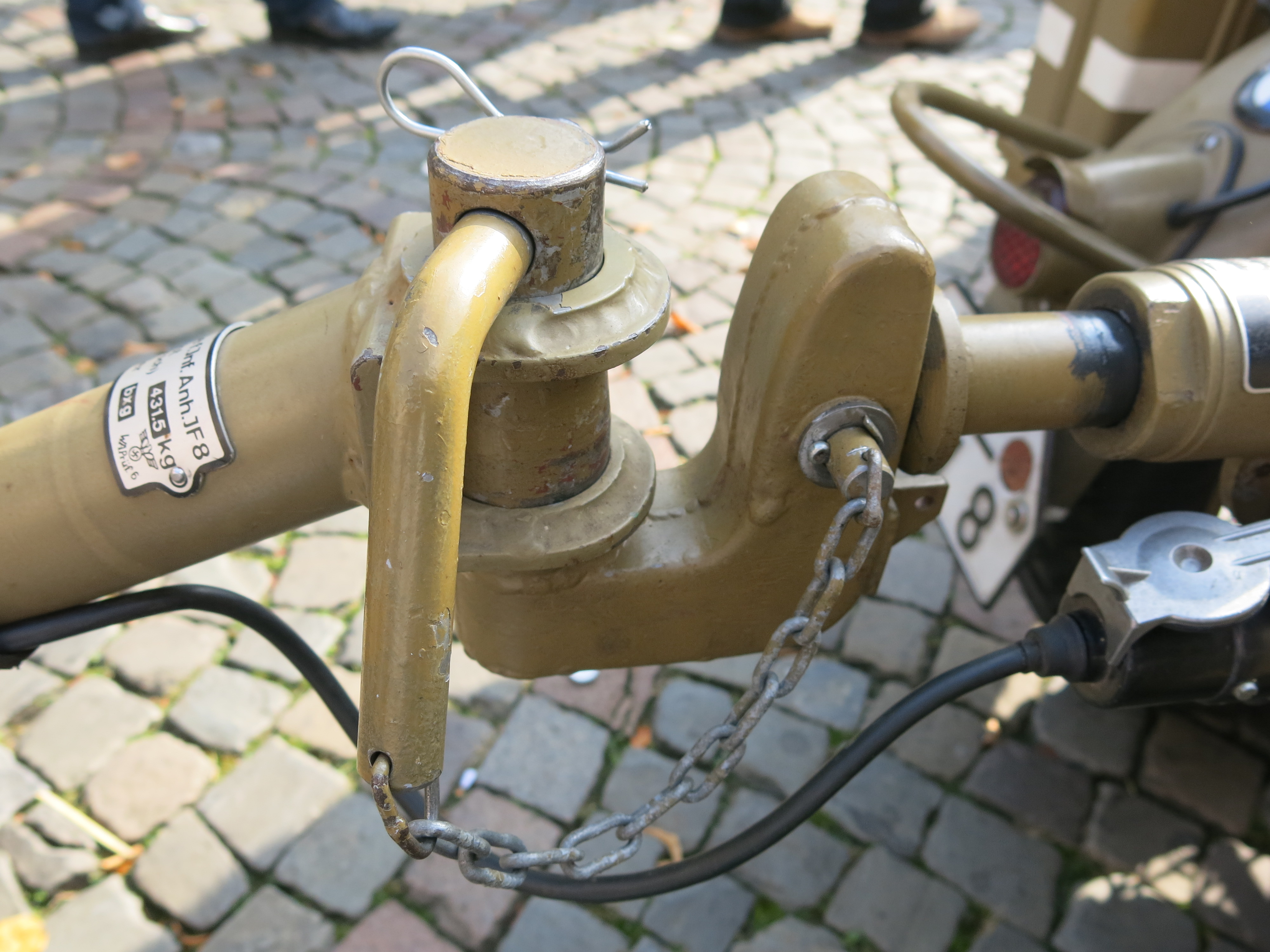
Bolzenkupplung mit Anhängersteckdose an BMW-Wehrmachtsgespann

## Elektrische Verbindung und Beleuchtung
In Europa werden wie beim PKW genormte 7-polige oder 13-polige Anhängersteckdosen verbaut, in Amerika gibt es eine Vielzahl nicht genormter Verbindungsstecker. Zwei Rückleuchten, zwei Bremsleuchten, zwei rote dreieckige Rückstrahler sowie eine Kennzeichenbeleuchtung sind im deutschsprachigen Raum vorgeschrieben, Fahrtrichtungsanzeiger sind nur erforderlich, wenn der Anhänger die Blinker des Zugfahrzeuges verdeckt. Für die seitliche Kenntlichmachung ist auf beiden Seiten mindestens ein gelber, nicht dreieckiger Rückstrahler vorgeschrieben.

## Bremssysteme am Anhänger

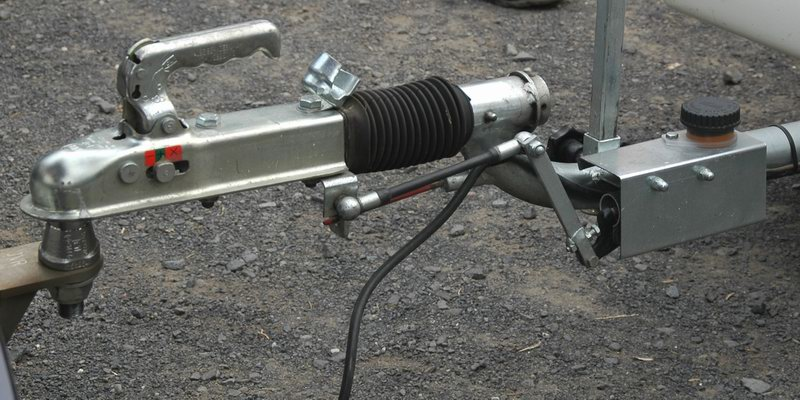
Hydraulische Auflaufbremse

In der Regel haben Anhänger hinter Motorrädern wegen ihres geringen Gewichtes keine eigenen Bremsen. Die Auflaufbremse ist in Europa sehr selten, weil sie das Eigengewicht des Anhängers erhöht und geprüft werden muss. Andererseits kann man sich im Einzelfall für gebremste Anhänger eine höhere Anhängelast beim ziehenden Motorrad genehmigen lassen (in Deutschland: Begutachtung durch eine Technische Prüfstelle oder Bescheinigung einer amtlich anerkannten Überwachungsorganisation). In den USA gibt es elektrisch betätigte Anhängerbremsen, die über Steuereinheiten mit Trägheitssensoren oder den Kontakt des Bremslichtschalters aktiviert werden.

## Rechtliche Grundlagen in Deutschland

### Anhängerkupplungen an Krafträdern
In Deutschland muss ein Kraftrad eine vom TÜV oder der DEKRA abgenommene und bei der Zulassungsstelle in die Fahrzeugpapiere eingetragene Anhängerzugvorrichtung haben, um einen Anhänger ziehen zu dürfen. Entgegen der Auskunft einiger Kfz-Prüfstellen ist eine Unbedenklichkeitsbescheinigung des Motorradherstellers nicht notwendig und wird von ihm nicht erteilt.
Die Prüfstelle kann die Anhängerkupplung gemäß einem TP-Gutachten nach § 22 a StVZO und § 13 der Fahrzeug-Zulassungs-Verordnung (FZV) prüfen und die Anbauabnahme am Motorrad nach § 21 und § 19 StVZO durchführen.
Die Straßenverkehrszulassungsordnung beschränkt die Anhängelast für ungebremste Anhänger auf das Leergewicht des Motorrades plus 75 kg für den Fahrer geteilt durch zwei. Das bedeutet, dass beispielsweise ein schweres Tourenmotorrad mit 325 kg Leergewicht einen Anhänger mit einer Gesamtmasse von maximal 200 kg ziehen darf. Für gebremste Anhänger kann die Prüfstelle eine höhere Anhängelast genehmigen.

### Zulassung oder Betriebserlaubnis von Motorradanhängern

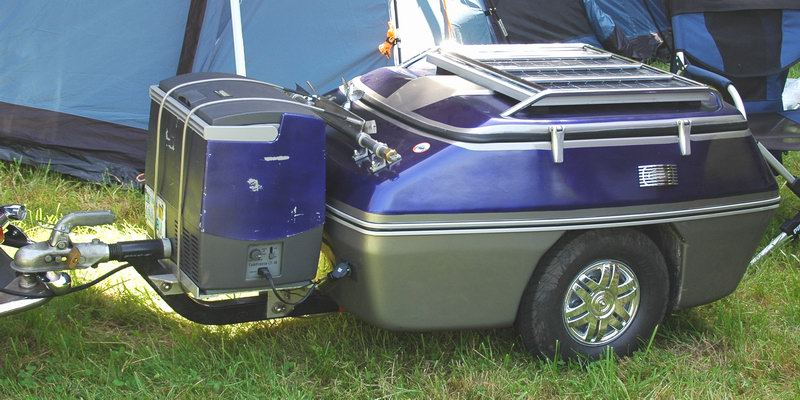
70 cm breiter zulassungsfreier Motorradanhänger

Krafträder dürfen in Deutschland sowohl zugelassene Anhänger als auch zulassungsfreie Motorradanhänger ziehen, die mit einem ungestempelten Folgekennzeichen mit der gleichen Zahlenkombination wie eines der Zugfahrzeuge des Eigners geführt werden können.
Diese Motorradanhänger sind zulassungs- und versicherungsfrei, müssen jedoch von einer Fahrzeugprüfstelle nach § 13 EG-FGV geprüft werden, erhalten im Vorfeld von der Kfz-Prüfstelle eine Fahrzeug-Identifizierungsnummer und mit der Abnahme eine Betriebserlaubnis. Sie unterliegen nicht der zweijährigen Pflicht zur Hauptuntersuchung. Diese Betriebserlaubnis muss von der Kfz-Zulassungsstelle abgestempelt werden. Um das Verfahren erfolgreich zu durchlaufen, empfiehlt es sich, vorher mit Technischer Prüfstelle und Zulassungsstelle die Realisierbarkeit zu prüfen, da viele Dienststellen diese Sonderform und die gesetzlichen Grundlagen nicht kennen.
Die Breite eines Motorradanhängers darf 100 cm nicht überschreiten, für die maximale Länge und Höhe gelten die allgemeinen Beschränkungen für Fahrzeuge aller Art.
Zulassungs- und versicherungsfreie Motorradanhänger dürfen nicht von PKWs gezogen werden.
Kupplungssysteme mit einem Kupplungskugeldurchmesser von 25 mm sind noch für Zweiräder bis 125 cm³ zulässig (auch nachträglich), die vor Anwendung der Richtlinie 92/61/EWG bereits in Betrieb waren (sog. Hebie M1 Kraftrad-Anhängerkupplung mit der ABG-Nr. H 560); diese ist jedoch an erstmals in Verkehr gekommenen Fahrzeugen ab dem Stichtagsdatum dieser Richtlinie nicht mehr zulässig, vgl. § 43 Abs. 5 StVZO in Verbindung mit Kapitel 10, Anhang I, Anlage 1 bis 3der Richtlinie 97/24/EG des Europäischen Parlaments und des Rates vom 17. Juni 1997 über bestimmte Bauteile und Merkmale von zweirädrigen oder dreirädrigen Kraftfahrzeugen (ABl. L 226 vom 18. August 1997, S. 1).
Für Anhänger hinter Fahrrädern mit Hilfsmotor (FmH) gilt speziell die Regelung des § 61a StVZO. Sofern die dort genannten Voraussetzungen eingehalten werden, werden Anhänger hinter Fahrrädern mit Hilfsmotor bei Anwendung der Bau- und Betriebsvorschriften wie Anhänger hinter Fahrrädern behandelt. Jedoch werden Fahrräder mit Hilfsmotor in der Fahrzeug-Zulassungsverordnung nicht mehr erwähnt, weshalb strittig ist, welche Fahrzeuge genau darunter fallen.
Zulassungsfreie Anhänger, die vor dem 1. Juli 1961 erstmals in den Verkehr kamen, benötigen derzeit mangels Stichtagsregelung keine Betriebserlaubnis.

### Fahrerlaubnisrecht
Für das Führen von Anhängern hinter Motorrädern ist in Deutschland nach überwiegender Ansicht keine zusätzliche Fahrerlaubnis nötig, es genügt die jeweilige fahrerlaubnisrechtliche Grundklasse AM, A1, A2 oder A.

### 60-km/h-Regelung in Deutschland
In Deutschland gilt für Motorräder mit Anhängern das generelle Tempolimit von 60 km/h außerhalb geschlossener Ortschaften, auf Autobahnen und Kraftfahrstraßen, festgeschrieben durch § 3 und § 18 StVO, was insbesondere auf der Autobahn zu einer erheblichen Gefahr für die nachfolgenden Kraftfahrzeuge werden kann. Mehrmals wurden Petitionen zur Aufhebung dieser Geschwindigkeitsbeschränkung in Deutschland angeregt, zuletzt im Januar 2014: 

„Auf deutschen Autobahnen ist eine Mindestgeschwindigkeit von 60 km/h vorgeschrieben, so dass ein Motorrad mit Anhänger sich dort eigentlich kaum legal bewegen lässt. Eine Anhebung des generellen Tempolimits auf 80 km/h […] würde diese unsinnigen Verkehrshindernisse auf deutschen Autobahnen endlich beseitigen. […] Hier in Deutschland entsteht das zusätzliche Risiko, von LKW-Fahrern bedrängt zu werden, die jedesmal auf die Überholspur ausweichen müssen, wenn so ein Verkehrshindernis vor ihnen auftaucht.“

In der Begründung der Ablehnung wird vom Petitionsausschuss auf die vom Bundestag eingeholte Stellungnahme der Motorradhersteller verwiesen, aus deren Sicht es für die Aufhebung dieses Tempolimits keine Notwendigkeit gäbe und dass die von ihnen produzierten Fahrzeuge grundsätzlich nicht für den Betrieb mit Anhänger geeignet seien. Der Industrie-Verband Motorrad (IVM) habe auf Anfrage des Bundesverkehrsministeriums keine Erkenntnisse zur Fahrdynamik von Hängergespannen, daneben gäbe es aus Sicht des IVM auch keinen Markt für Motorradanhänger in Deutschland.

### Motorradgespanne mit Anhänger

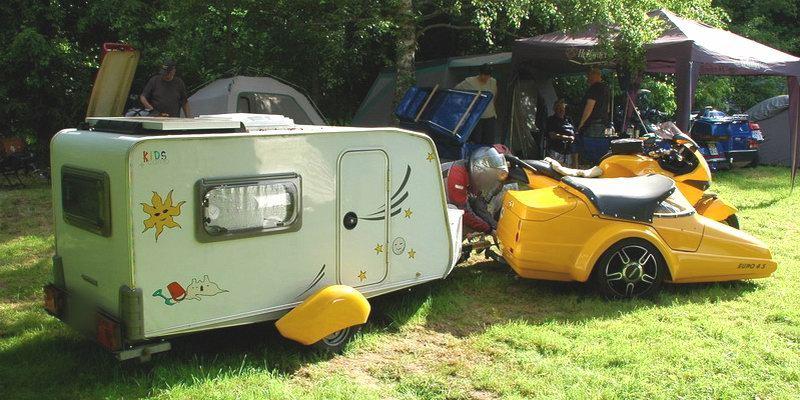
BMW-K1300/Ott-EURO-4-Gespann mit Dethleffs-Kids-Kleinwohnwagen

Die rechtlichen Bestimmungen für Motorradgespanne mit Anhänger entsprechen in Deutschland im Wesentlichen denen für Motorräder mit Anhänger. Durch das erhöhte Leergewicht kann ein Motorradgespann einen Anhänger mit größerer Masse ziehen.
Für deutsche Gespannfahrer mit einer in der Mitte zwischen Motorrad und Seitenwagen angebrachten Anhängerkupplung gibt es die Möglichkeit, eine Ausnahmegenehmigung des Regierungspräsidiums nach § 70 StVZO zu erlangen. Damit kann nach positiver Beurteilung durch eine Fahrzeugprüfstelle im Einzelfall eine Ausnahme von § 32 StVZO genehmigt und eine größere Anhängerbreite als ein Meter beim Motorradgespann eingetragen werden.

## Rechtliche Grundlagen in Österreich
In Österreich dürfen nach § 104 Kraftfahrgesetz (KFG) von Krafträdern nur leichte, zum Verkehr zugelassene Anhänger der Klasse O1 gezogen werden. Diese Hänger dürfen nicht breiter sein als das Motorrad und sie müssen mit einer sicheren Anhängerkupplung mit dem Zugfahrzeug verbunden sein. Das doppelte Gesamtgewicht des Anhängers darf, wie in Deutschland, das um 75 kg erhöhte Leergewicht des Motorrades nicht überschreiten.
Wenn die Breite des Hängers 80 cm nicht übersteigt, muss er mit nur einer der sonst für Anhänger vorgeschriebenen Leuchten ausgerüstet sein. Der dreieckige Rückstrahler muss von den Lichtaustrittsflächen der Leuchten getrennt und so angebracht sein, dass eine Spitze des gleichseitigen Dreiecks nach oben gerichtet ist. Dieser Rückstrahler muss mit dem Fahrzeug dauernd fest verbunden sein.
Beim Ziehen eines leichten Anhängers darf die Geschwindigkeit von 100 km/h nicht überschritten werden.

## Rechtliche Grundlagen in der Schweiz
Die Höchstgeschwindigkeit für Motorräder mit Anhänger beträgt 80 km/h.
Eine eigene Autobahnvignette ist für starre Anhänger(in der Regel Einradanhänger), Anhänger und Seitenwagen von Motorrädern nach der Richtlinie 15-01 Nationalstrassenabgabe nicht notwendig.

## Rechtliche Situation in anderen Ländern
Tempolimits in km/h für Motorräder mit Anhänger in anderen Ländern auf Landstraßen und in Klammern auf Autobahnen (Stand: November 2018):
- 70 (70): Litauen
- 70 (80): Albanien, Polen, Türkei, Ungarn
- 70 (90): Spanien, Estland, Luxemburg, Rumänien, Russland, Belarus
- 70 (96): Großbritannien: Anhänger sind nur für Motorräder über 125 cm³ Hubraum zulässig. Der Anhänger darf maximal einen Meter breit sein, die Länge (gemessen ab der Hinterachse des Motorrads) darf 2,50 Meter und das Gesamtgewicht darf weder 150 kg noch 2/3 des vollgetankten Fahrzeuggewichtes überschreiten.[53]
- 70 (120): Portugal
- 80 (80): Bosnien-Herzegowina, Dänemark, Finnland, Griechenland, Norwegen, Polen, Schweden, Tschechien, Kroatien, Lettland, Liechtenstein, Malta, Mazedonien, Montenegro, Norwegen, Slowenien, Ukraine
- 80 (90): Niederlande
- 80 (100): Bulgarien, Irland, Serbien, Zypern
- 80 (130): Frankreich
- 88 bis 120: USA: Die Tempolimits entsprechen jenen für PKWs mit Anhänger; die Regelung ist in den einzelnen Bundesstaaten unterschiedlich.[54]
- 90 (90): Neuseeland, Slowakei
- 90 (120): Belgien

In Italien dürfen dort zugelassene Motorräder keine Anhänger ziehen. Das wurde durch ein Urteil des Europäischen Gerichtshofs vom 10. Februar 2009 bestätigt. Nach dem Wiener Übereinkommen über den Straßenverkehr von 1968 haben EU-Staaten das Recht, Anhängern hinter Krafträdern die Zulassung zu verweigern.
Die Italienische Republik […] stellt jedoch klar […] dass in anderen Mitgliedstaaten zugelassenen Krafträdern gestattet sei, im italienischen Hoheitsgebiet einen Anhänger mitzuführen, da sie sich im internationalen Verkehr im Sinne des genannten Übereinkommens befänden.

## Treffen und Szene
Auf dem größten Seitenwagentreffen in Europa, dem EGT mit über 1000 Teilnehmern, sind jedes Jahr Motorradanhänger in großer Zahl zu finden. Dort findet ein reger Erfahrungsaustausch, besonders über die Handhabung der rechtlichen Rahmenbedingungen durch die verschiedenen Zulassungsbehörden, statt.
In Deutschland werden Anhänger oft hinter Honda Gold Wings gezogen. Im deutschen Goldwing-Forum schreiben die Fahrer über ihre Erfahrungen.
Die in USA und Europa vertriebenen Gespanne des russischen Herstellers URAL sind in Deutschland seit 2010 grundsätzlich mit einer Zulassung für Anhängerbetrieb versehen.
Die amerikanischen und kanadischen Motorradfahrer mit Lastenanhängern und Faltwohnwagen tauschen ihre Erfahrungen in einem speziellen Trailerforum auf motocampers.com aus, und das amerikanische Honda-ST-Forum hat eine eigene Anhängerabteilung mit vielen Erfahrungsberichten.